# Nanganga (Masasi)
Nanganga è una circoscrizione mista (mixed ward) della Tanzania situata nel distretto rurale di Masasi, regione di Mtwara. Conta una popolazione di 16 655 abitanti (censimento 2012).